# كريم جيمس أبو زيد
كريم جيمس أبو زيد (يُكتب اسمه بالإنجليزية: Kareem James Abu-Zeid) ـ (ولد سنة 1981) هو مترجم ومحرر وكاتب مصري أمريكي، ترجم العديد من الأعمال الشعرية والروائية العربية إلى الإنجليزية. 

## حياته
ولد أبو زيد في دولة الكويت ونشأ في المنطقة العربية، قبل أن يتجه إلى دراسة اللغات الأوروبية في جامعة برنستون إلى جانب حضور بعض ورش العمل في مجال الترجمة. حصل أبو زيد على درجة البكالوريوس في الأدبين الفرنسي والألماني من جامعة برنستون سنة 2003، ثم على زمالة فولبرايت بحثية في ألمانيا وزمالة كاسا من الجامعة الأمريكية بالقاهرة. تنقل أبو زيد بعد ذلك في الدول الأوروبية والعربية لعدة سنوات قبل أن يستقر في كاليفورنيا لإتمام دراساته العليا، فحصل على درجة الماجستير سنة 2007، ثم الدكتوراه في الأدب المقارن سنة 2016، وكلاهما من جامعة كاليفورنيا في بيركلي. شرع أبو زيد بعد ذلك في تدريس الكتابة واللغة والأدب والفلسفة بأربع لغات مختلفة في جامعات كاليفورنيا في بيركلي ومانهايم وهايدلبرغ.
يعيش أبو زيد في أوكلاند بولاية كاليفورنيا، ويعمل مترجمًا حرًا من اللغات العربية والفرنسية والألمانية إلى الإنجليزية، إلى جانب عمله كمحرر حر للنصوص المكتوبة بالإنجليزية، ومراجعته لترجمات عدد من المترجمين الآخرين، ويكتب لعدد من الدوريات والمواقع الأدبية مثل كلمات بلا حدود وغورنيكا.

## من أبرز أعماله
يُعد أبو زيد من أبرز مترجمي الأدب العربي الحديث إلى اللغة الإنجليزية، ومن أبرز ما ترجم من العربية:
- «الاعترافات» لربيع جابر: صدرت الترجمة سنة 2016 تحت عنوان Confessions، ونال أبو زيد عنها جائزة مركز بن للترجمة في الولايات المتحدة.
- «لا شيء نخسره» (مختارات شعرية) لنجوان درويش: صدرت سنة 2014 تحت عنوان Nothing More to Lose: Selected Poems، ونال عنها جائزة شمال كاليفورنيا للكتاب.
- «الليالي العراقية» لدنيا ميخائيل: صدرت الترجمة سنة 2014 تحت عنوان The Iraqi Nights.
- «مدن بلا نخيل» (رواية لطارق الطيب): صدرت الترجمة عن قسم النشر بالجامعة الأمريكية بالقاهرة سنة 2009 بعنوان Cities without Palms، ووصلت إلى القائمة القصيرة لجائزة بانيبال سنة 2010.[3]
- «بيت النخيل» (رواية) لطارق الطيب: صدرت الترجمة عن قسم النشر بالجامعة الأمريكية بالقاهرة سنة 2012 بعنوان The Palm House.

## وصلات خارجية
- الموقع الرسمي لكريم جيمس أبو زيد (بالإنجليزية)